# Go-Suzaku
Go-Suzaku (後朱雀天皇, Go-Suzaku-tennō; 14 dicembre 1009 – 7 febbraio 1045) è stato il 69º imperatore del Giappone secondo il tradizionale ordine di successione.

## Biografia
Il suo regno ebbe inizio nel 1036 terminando poi nel 1045. Il suo nome personale era Atsunaga-shinnō (敦良親王?, Atsunaga-shinnō).
Era il figlio dell'imperatore Ichijō e di Fujiwara no Shōshi (o Akiko) (藤原彰子), figlia di Fujiwara no Michinaga (藤原道長). Suo fratello era Go-Ichijō che era imperatore prima di lui.
Dalla sua compagna, Fujiwara no Kishi/Yoshiko (藤原嬉子), figlia di Fujiwara no Michinaga ebbe Chikahito (親仁親王) (che diventerà l'imperatore Go-Reizei) (1025-1068). Alla sua morte il corpo venne seppellito nel Enjō-ji no misasagi (円乗寺陵) (città di Kyōto).